# Leonardo Ferrel
Leonardo Ferrel (7 de julho de 1923 — 11 de julho de 2013) foi um futebolista boliviano. Ele competiu na Copa do Mundo FIFA de 1950, sediada no Brasil, na qual a seleção de seu país terminou na décima segunda colocação dentre os treze participantes.